# Caców
Caców – wieś w Polsce położona w województwie świętokrzyskim, w powiecie jędrzejowskim, w gminie Nagłowice.
1870–1954 w gminie Prząsław, 1954–1959 w gromadzie Cierno Żabieniec, 1959–1972 w gromadzie Prząsław, 1973–1976 w gminie Oksa, 1976–1991 w gminie Nagłowice-Oksa, od 1991 w gminie Nagłowice.
| SIMC    | Nazwa           | Rodzaj     |
| ------- | --------------- | ---------- |
| 0254640 | Caców-Dziadówki | część wsi  |
| 0254657 | Caców-Kolonia   | część wsi  |
| 0254663 | Górka           | przysiółek |

Wieś duchowna Czaczów, własność opactwa cystersów jędrzejowskich położona była w drugiej połowie XVI wieku w powiecie ksiąskim województwa krakowskiego. W latach 1975–1998 miejscowość administracyjnie należała do województwa kieleckiego.

## Historia
Wieś wzmiankowana w wieku XII.
Caców, dawniej także „Czaczów” pisany w dokumencie z r. 1176 jako  „Chachevici”, 1210 r. „Czaczowo”, 1224 r.„Czchaczów”, „Chachowo”, wieś w powiecie jędrzejowskim. 
Wieś nadana klasztorowi jędrzejowskiemu cystersów przed r. 1176 przez Jana, arcybiskupa gnieźnieńskiego. 
W r. 1224 Leszek Biały nadaje temuż klasztorowi na „colloquium“ będąc Korytnicy, wieś Czaczów (Kod. Małop. I, 16). 
W połowie XV w. klasztor jędrzejowski, pobiera sam ze wsi dziesięcinę (Długosz L. B. II. 72).
W r. 1581 klasztor płaci pobór od 3 łanów kmiecych, 1 komornika i 1/4 łanu karczmarskiego.(Rejestr poborowy)